# مطعم بريطاني

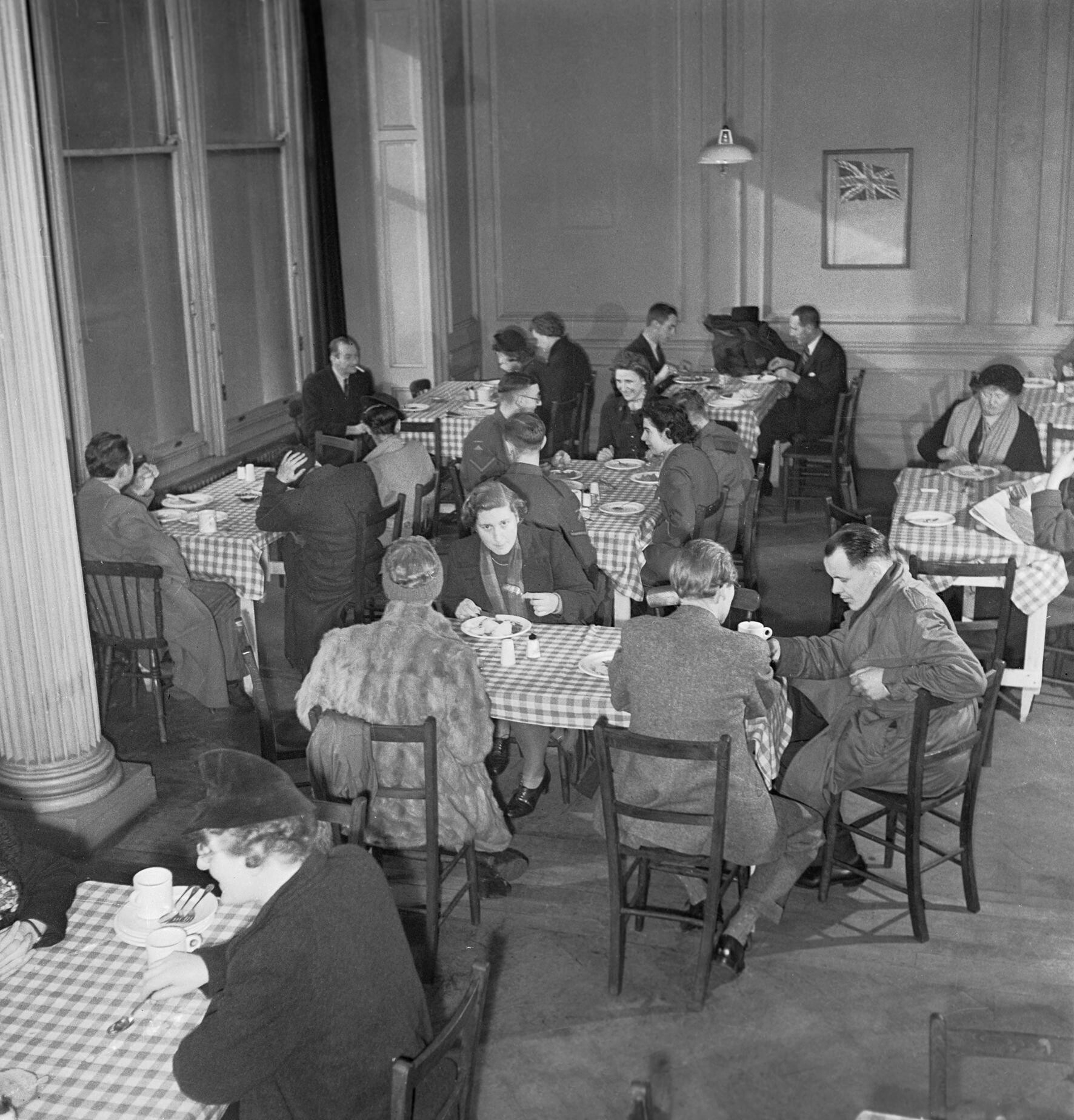

كانت المطاعم البريطانية عبارة عن مطابخ شعبية تم إنشاؤها عام 1940 خلال الحرب العالمية الثانية لمساعدة الأشخاص الذين تعرضوا للقصف ودمرت منازلهم، أو تعرضوا لنفاد كوبونات الحصص التموينية أو المساعدة اللازمة. 
في عام 1943 قدم 2160 مطعمًا بريطانيًا 600 ألف وجبة منخفضة التكلفة يوميًا.
تم إلغاء المطاعم البريطانية في عام 1947 وكان هناك بعد سياسي لذلك، حيث رأى حزب العمال إنهم سيعتبرون كحل دائم لتحقيق التعادل بين الاستهلاك عبر فصل الطبقات الاجتماعية وضمان اتباع نظام غذائي مغذٍ للفقراء.

## الحرب العالمية الثانية
كان يطلق على المطاعم البريطانية في الأصل «مراكز التغذية المجتمعية»، وقد تم اختيار اسم المطاعم البريطانية من قبل رئيس الوزراء ونستون تشرشل.
وقد تم تأسيسها من قبل وزارة الأغذية وتديرها الحكومة المحلية أو الوكالات التطوعية على أساس غير ربحي. تم بيع الوجبات بسعر محدد بحد أقصى 9 قروش (أي ما يعادل أقل من 4 بنسات أو حوالي 2 دولار أمريكي أو جنيه استرليني واحد في القوة الشرائية لعام 2008) أو أقل.
لا يمكن تقديم أي وجبة مع أكثر من وجبة واحدة من اللحم أو الطرائد أو الدواجن أو الأسماك أو البيض أو الجبن. في واحد من عشرة مطاعم تم إعداد الوجبات في المستودعات المركزية. غالبًا ما كانت المدارس تُستخدم لأن لديها كافيتريات ومطابخ. في لندن، قامت مطاعم متنقلة بتسليم وجبات الطعام لملاجئ الغارات الجوية وفي الشارع في أعقاب الغارات الجوية.
وعلى النقيض من ذلك، استمرت المطاعم الخاصة العادية في العمل ولم تكن خاضعة للتقنين. كانت لديهم بعض القيود: على سبيل المثال، لا يمكن أن تكون الوجبة أكثر من ثلاث دورات، وكان الحد الأقصى للسعر هو خمسة شلنات (أي ما يعادل 10 دولارات أو 5 جنيهات إسترلينية في القوة الشرائية لعام 2008).
بحلول منتصف عام 1941 تم تشغيل أكثر من مائتي مطعم بريطاني في منطقة مجلس مقاطعة لندن، على الرغم من أن المسح الاجتماعي في زمن الحرب الذي أجري في 1942-1943 أشار إلى أنهم كانوا أكثر شعبية في لندن من بقية البلاد. في نوفمبر 1942 كان هناك ما يقارب من 1899 مطعم.
وبحلول عام 1943، كان هناك حوالي 2160 مطعمًا بريطانيًا في جميع أنحاء البلاد، تقدم حوالي 600 ألف وجبة يوميًا بقيمة 9 قروش للوجبة الواحدة. حققت 546 شركة أرباحًا وحققت 203 شركة أخرى خسائر، على الرغم من أنها أنشئت لتكون غير ربحية.
بعض الأماكن الأصغر لم تكن مؤهلة للحصول على مطعم بريطاني، ولكن بدلا من ذلك كان ما يسمى «مطعم ادفع واحمل» مع وجبات يتم تسليمها من مطعم بريطاني قريب.

## الغذاء في المطاعم البريطانية
أعد خبراء التغذية في الوزارة الطعام على أساس التفضيلات الإقليمية والصحة. على سبيل المثال، كان الطعام المقدم في اسكتلندا مختلفًا تمامًا عن الطعام الذي تم تقديمه في لندن نظرًا لتفضيلات الذوق للسكان. كانت الصحة أيضًا مصدر قلق، حيث كان من المفترض أن يزودوا رواد المطاعم بـ «ثلث احتياجات الطاقة للفرد في اليوم».  كان اختصاصي التغذية مهتمين بشكل خاص بتزويد الطعام بفيتامين ج.
وبسبب الجهود الحربية والترشيد، كان تناول الفاكهة محدود للغاية. تم تقديم الخضراوات مثل الملفوف، والتي تحتوي على نسبة عالية من فيتامين ج، كذلك خضروات أساسية من أجل تزويد الوجبات بالمواد المغذية المفيدة. كان هناك قلق من أنه، مع سوء التقديم سيتم تدمير الفيتامينات مثل فيتامين ج في مصادر الغذاء. 
وقيل إن الطعام في المطاعم البريطانية يتم تعبئته بجودة جيدة. بتسعة قروش فقط، يمكن للعملاء الحصول على وجبة من ثلاثة أطباق. تقليديًا، أراد الزبائن وجبة من اللحم واثنين من الخضار. وقدمت المطاعم تشكيلة من خمسة أطباق من اللحوم وخمسة من الخضار، وخمس من الحلويات. كان لدى المطاعم البريطانية في المناطق ذات الكثافة السكانية المزيد من الخيارات. وشملت الأطباق الشعبية المشويات والبطاطا، والتي تعمل كبديل للخبز. يمكن تحضير الأطعمة التي يتم تقديمها في مطاعم بريطانية بكميات كبيرة، مما يجعلها خيارات جيدة لإطعام وفرة من الناس.  تم إعداد المواد الغذائية في المطاعم البريطانية الصناعية، والتي ساعدت أيضا مع إعداد الطعام التجاري، وغير مكلفة. على سبيل المثال، قام المتطوعون بتقطيع البطاطا بواسطة الآلات، بدلاً من اليد. 

## بعد الحرب العالمية الثانية
بعد عام 1947، تم تحويل بعض المطاعم، بموجب قانون المطاعم المدنية، إلى مطاعم مدنية يديرها المجلس المحلي. وفي عام 1949، كان لا يزال هناك 678 موجودًا في جميع أنحاء المملكة المتحدة. انتقلت المطاعم إلى أبعد من خصومات زمن الحرب وإلى العالم الجديد لحكومة عمالية تقوم بتغييرات كثيرة في النسيج الاجتماعي للبلاد. وأشار وزير العمل في مجال الأغذية «جون ستراشي» إلى أن «المشاريع الخاصة في تجارة الطعام، على العموم وبشكل عام، تلبي حاجات للطبقة الوسطى وليس للطبقة العاملة».
إذا كان مطعم مدني يعمل بخسارة لمدة ثلاث سنوات متتالية، فإن القانون ينص على ضرورة الحصول على موافقة وزارية حتى يظل مفتوحًا. هذه المطاعم موجودة على الأقل في منتصف 1950.